# Índice BODE
El índice BODE (Body max index, airflow Obstruction, Dyspnea, and Exercise), que significa índice de masa corporal, obstrucción del flujo aéreo, disnea y ejercicio, es un sistema de puntuación multidimensional y un índice de capacidad que se utiliza para evaluar a pacientes a los que se les ha diagnosticado enfermedad pulmonar obstructiva crónica (EPOC) y para predecir resultados a largo plazo. El índice utiliza los cuatro factores para predecir el riesgo de muerte por la enfermedad.
El índice BODE dará como resultado una puntuación de cero a diez dependiendo del VEF 1 o "volumen espiratorio forzado en un segundo" (el mayor volumen de aire que se puede exhalar en el primer segundo de una respiración), el índice de masa corporal, la distancia recorrida en seis minutos, y la escala de disnea MRC modificada .  Una pérdida de peso significativa es una mala señal.  Los resultados de la espirometría también son buenos predictores del progreso futuro de la enfermedad, pero no son tan buenos como los resultados de la prueba del índice BODE. 